# Archegos Capital Management
Archegos Capital Management era una family office que administraba los activos personales de Bill Hwang. Esta empresa comenzó a invertir en 2013 usando derivados financieros. La empresa tenía posiciones grandes y concentradas en ViacomCBS, Baidu, Vipshop, Farfetch y otras empresas Se aprovechó del uso de total return swaps para ocultar su alta exposición a los bancos prestamistas, como debía hacerlo si hubiera realizado transacciones con acciones regulares. Por eso no aparecía en los documentos que revelan la posición de los mayores accionistas en las empresas que cotizaban. En 2021 sus acciones bajaron, incumplió las garantía de margen (margin) de varios bancos de inversión globales. Lo que llevó a que muchos bancos vendieran sus acciones. Se informó que Hwang perdió $ 20 mil millones en 2 días.
El 26 de marzo de 2021, Archegos incumplió las garantía de margen (margin call) de varios bancos de inversión globales, incluidos Credit Suisse y Nomura Holdings, así como Goldman Sachs y Morgan Stanley. La empresa tenía posiciones grandes y concentradas en ViacomCBS, Baidu, Vipshop, Farfetch y otras empresas, y el uso de total return swaps de la empresa había ayudado a ocultar su alta exposición a los bancos prestamistas. Sus contratos de derivados "expusieron a la empresa a graves pérdidas cuando las operaciones salieron mal".  The Wall Street Journal informó que Hwang perdió $ 8 mil millones en 10 días, mientras que Bloomberg News informó que Hwang perdió $ 20 mil millones en 2 días.

## Antecedentes
En 2001 Bill Hwang fundo un fondo de cobertura llamado Tiger Asia Management. Se enriqueció gracias al  tráfico de información privilegiada y manipulación de acciones chinas. En 2012, Tiger Asia Management se declaró culpable de tráfico de información privilegiada  y pagó una multa de 44 millones de dólares. Tiger Asia tuvo que ser liquidado, y como hizo Stevie Cohen con su SAC Capital igualmente implicado (pero nunca criminalmente condenado), Hwang convirtió su fondo de cobertura en una “oficina familiar”. Con esa táctica, Hwang ya no poseía ni vendía acciones directamente. En 2014, a Hwang "se le prohibió comerciar en Hong Kong durante cuatro años".

## Historia
Dentro de su antigua empresa, Tiger Asia Management, Hwang fundó Archegos Capital, como una family office en 2013, que tenía $ 10 mil millones bajo administración a partir de 2020. 
Las operaciones de Archegos Capital no consistían en comprar acciones, sino en invertir mediante los total return swaps, un contrato financiero donde los valores subyacentes (acciones) están en manos de los bancos.  Esto significaba que Archegos no necesitaba revelar sus grandes tenencias, como debía hacerlo si hubiera realizado transacciones con acciones regulares. Por eso no aparecía en los documentos que revelan la posición de los mayores accionistas en las empresas que cotizaban.
El fondo estaba fuertemente apalancado y operaba con varios bancos que probablemente desconocían las grandes posiciones de Archegos en manos de otros bancos. Se calcula que a comienzos del 2021 el grado de apalancamiento de este Family Office en sus operaciones se llegaba a situar entre 6 y 8 veces. Es decir, por cada 100 dólares que invertía Archelos Capital apenas desembolsaba entre 12,5 y 17 dólares. El resto era deuda.

### Colapso
Toda la tormenta se desató el lunes 22 de marzo del 2021. Ese día las acciones de Viacom CBS, que apenas 12 meses atrás cotizaban a 12 dólares, alcanzaron un precio de 100 dólares. Algo que llevó a la empresa a llevar a cabo una ampliación de capital para recaudar dinero a esa interesante valoración. 
El lunes 22 de marzo del 2021 Viacom CBS llevó a cabo una ampliación de capital debido a que sus acciones habían superado los 100 dólares. El anuncio hizo caer las acciones e impactó de lleno en Archegos porque había rumores de que mantenía un apalancamiento de 7 veces en Viacom CBS. Debido a que el precio cayó, era de esperar que los bancos exigieran al inversor más fondos para cubrir el riesgo 
El 26 de marzo de 2021, los bancos que ofrecían servicio de prime brokerage a Archegos exigieron que Archegos aporte más fondos para cubrir el riesgo. Esta acción se llama llamada de margen (margin call). Archegos fue capaz de aportar la llamada de margen, por lo que algunos bancos comenzaron a liquidar miles de millones de dólares en varias acciones. Esta acción se llama ventas masivas (sell off).
Esto hizo que las que las acciones que componían la cartera de Archegos empezara a desplomarse. Se informó que esta venta fue la causa de una caída del 27% en el precio de las acciones de ViacomCBS y una caída similar en el precio de Discovery, Inc.
El 29 de marzo, el precio de las acciones de Credit Suisse bajó un 14%, mientras que las acciones de Nomura Holdings bajaron un 16%. Según The Wall Street Journal, Goldman Sachs y Morgan Stanley pudieron limitar sus pérdidas relacionadas con Archegos actuando más rápidamente que Credit Suisse y Nomura Holdings. Otros bancos, como Deutsche Bank, pudieron cerrar sus posiciones sustanciales rápidamente y evitar pérdidas.

### Efecto en los bancos
| Empresa                  | Pérdida (millones de dólares estadounidenses) |
| ------------------------ | --------------------------------------------- |
| Credit Suisse            | 4700                                          |
| Nomura Holdings          | 2000                                          |
| Morgan Stanley           | 911                                           |
| UBS                      | 774                                           |
| Mitsubishi UFJ Financial | 300                                           |

El 30 de marzo, Mitsubishi UFJ Financial Group (MUFG) declaró una pérdida de $ 300 millones en sus operaciones de EMEA vinculadas a Archegos. Baidu se agregó a la lista de poblaciones afectadas. MUFG EMEA, cuyas pérdidas en el caso Hwang totalizaron alrededor de $ 300 millones, solo registró una ganancia en 2019 de $ 84 millones. Las acciones de Nomura volvieron a caer el día 30, y la Comisión de Bolsa y Valores declaró que estaba llevando a cabo una investigación. La desaparición del fondo de cobertura con sede en Nueva York arrastró el índice Nikkei 225 hacia abajo en un 0,77% ese día, lo que provocó una liquidación mundial de acciones bancarias.
El 5 de abril de 2021, el presidente del comité bancario del Senado de USA, Sherrod Brown, escribió al abogado general de Crystal Lalime en Credit Suisse, así como a Nomura, Goldman Sachs y Morgan Stanley para preguntar sobre "la implosión de Archegos Capital" y le dio los prestamistas 14 días para responder. Credit Suisse fue mencionado por Financial Times como "permitir que la family office (de Hwang) haga apuestas altamente apalancadas en acciones estadounidenses y chinas". La Securities Exchange Commission y la Financial Conduct Authority también han solicitado información sobre la implosión a los prestamistas, así como a la ONG Finra, una organización autorreguladora.
El 6 de abril de 2021, Credit Suisse informó pérdidas de $ 4.7 mil millones vinculadas a su participación con Archegos. Se informó que el director de riesgos y cumplimiento del banco y el director del banco de inversión se marcharon como resultado de las pérdidas causadas por las crisis de Archegos y Greensill. Más tarde, el banco anunció que tendría que recaudar hasta $ 2 mil millones en capital fresco para respaldar su base de capital.
El 16 de abril de 2021, Morgan Stanley informó una pérdida de casi $ 1 mil millones relacionada con el colapso de Archegos, $ 644 millones por la venta de acciones que tenía relacionadas con las posiciones de Archegos y otros $ 267 millones tratando de "quitarles el riesgo". Credit Suisse Group AG y Nomura Holdings Inc de Japón fueron los principales afectados, con pérdidas de $ 4,7 mil millones y $ 2 mil millones, respectivamente.
El 27 de abril de 2021, UBS Group AG, el mayor banco de Suiza por activos, informó que perdió 774 millones de dólares en relación con la quiebra de Archegos. Nomura, que inicialmente informó pérdidas de alrededor de $ 2 mil millones el mes pasado, aumentó su pérdida total a $ 2,85 mil millones.